# 호노라타 스카르베크
호노라타 스카르베크(폴란드어: Honorata Skarbek, 1992년 12월 23일 ~ )는 폴란드의 싱어송라이터이다.